# Паун Цонев
Паун Цонев е български журналист, писател и публицист. Главен секретар на БНТ. Член на УС на БНТ. Бивш заместник-директор на БНТ. Автор на книгата „Кошмарите на граф Оболенски“. Член е на Съюза на българските писатели.

## Биография
Паун Цонев е роден на 23 юни 1955 година в Казанлък, където завършва средното си образование. През 1980 година завършва Факултета по журналистика и масова комуникация в СУ „Св. Климент Охридски“. Работил е в рекламния отдел на НДК. С журналистика започва да се занимава в „Отечествен фронт“, след това работи в „168 часа“. По времето на Иван Гранитски е зам.-директор е на БНТ.
През октомври 2012 година става председател на фондация „Българска роза“, избран за срок от 4 години.